# Hanna Schygulla
Hanna Schygulla (født 25. december 1943 i Königshütte) er en tysk skuespiller og sanger, der især er kendt for sine roller i en række af Rainer Werner Fassbinders film fra 1970'erne. Hun modtog således Sølvbjørnen som bedste kvindelige skuespiller for hovedrollen i Maria Brauns ægteskab ved filmfestivalen i Berlin i 1979. 

## Opvækst
Hanna Schygulla blev født under anden verdenskrig i den nu polske by i Øvre Schlesien Chorzów, dengang tysk under navnet Königshütte. Hendes far var tømmerhandler, men på fødselstidspunktet indkaldt som infanterist i den tyske hær. Han blev senere taget til fange af amerikanske tropper i Italien og holdt som krigsfange til 1948. Ved krigens afslutning blev Königshütte sammen med andre dele af det østlige Tyskland en del af Polen, og det kom til etniske udrensninger af det tyske flertal i byen, hvilket gjorde, at Hanna og hendes mor flygtede mod vest og slog sig ned i München, hvor hun voksede op. Efter endt skolegang og et år som aupair-pige i Paris indledte Schygulla studier i tysk og romansk litteratur i München, idet hun samtidig tog skuespillektioner ved Fridl-Leonhard-Studio.

## Karriere
I forbindelse med sine skuespillektioner havde hun i 1963 første gang mødt Rainer Werner Fassbinder, og da han i september 1967 var med til at etablere det eksperimenterende Action-Theater, hentede han Schygulla som en af skuespillerne. Hun spillede en række roller her og på afløseren Antiteater, og hun fik nogle småroller i forskellige film, inden hun fik en af hovedrollerne i Fassbinders første lange spillefilm, Kærlighed er koldere end døden i 1969. Dette var startskuddet til hendes medvirken i alle Fassbinders film indtil 1972 samtidig med, at hun fortsat også medvirkede i hans teaterstykker.
Efter titelrollen i Fassbinders Effi Briest i 1974 trak hun sig ud af det nære samarbejde med ham som instruktør, og begyndte at lave film med forskellige andre instruktører, lige som hun begyndte at spille mere konventionel teater og klassiske stykker. I 1978 vendte hun tilbage til Fassbinder og indspillede Maria Brauns ægteskab, der, om noget, gav hende et stort internationalt gennembrud, i det hun modtog Sølvbjørnen ved filmfestivalen i Berlin. Hun medvirkede i flere af Fassbinders sene succes'er som Berlin Alexanderplatz og Lili Marleen, og da Fassbinder døde i 1982, fortsatte Schygulla i en række tyske, franske, italienske og amerikanske filmproduktioner. 
I 1990'erne fik Schygulla efterhånden også gang i en ganske succesfuld sangkarriere, hvor hun indspillede plader og turnerede med viser af bl.a. Bertolt Brecht og franske og spanske sange. Hun har siden 1981 boet i Paris.
Fra midten af 2000'erne har hun indspillet film med en række unge filminstruktører som Hans Steinbichler i  Winterreise (2006) og Fatih Akin i På himlens kant (2007). Sidstnævnte indbragte Schygulla en pris som bedste skuespiller i en birolle ved uddelingen af National Society of Film Critics Award.

## Filmografi
| - 1968: Der Bräutigam, die Komödiantin und der Zuhälter (kortfilm) - 1969: Jagdszenen aus Niederbayern - 1969: Das Kuckucksei im Gangsternest - 1969: Katzelmacher - 1969: Kærlighed er koldere end døden - 1970: Pestens guder - 1970: Mathias Kneissl - 1970: Advarsel mod en hellig luder - 1970: Warum läuft Herr R. Amok? - 1970: Pionererne i Ingolstadt (tv-film) - 1971: Whity - 1971: Jakob von Gunten (tv-film) - 1971: Frugthandlerens fire årstider - 1972: Haus am Meer (tv-film) - 1972: Petra von Kants bitre tårer - 1972: Otte timer er ikke hele dagen (tv-serie) - 1974: Effi Briest - 1975: Der Katzensteg (tv-serie) - 1974/1975: Falsche Bewegung - 1975: Ansichten eines Clowns - 1977: Die Dämonen (tv-serie) - 1978: Maria Brauns ægteskab - 1978/1979: Die große Flatter (tv-serie) - 1979: Den tredje generation - 1980: Lili Marleen - 1980: Berlin Alexanderplatz (tv-serie) - 1980: Den falske cirkel - 1982: Den nye verden - 1982: Antonieta | - 1982: Passion - 1982/1983: Storia di Piera - 1983: Heller Wahn - 1983: Eine Liebe in Deutschland - 1984: Il futuro è donna - 1986: Barnum (tv-film) - 1986: Delta Force - 1987: Miss Arizona - 1987: Forever, Lulu - 1987: Casanova (tv-film) - 1988: El verano de la señora Forbes (tv-film) - 1990: Abrahams Gold - 1990: Aventure de Catherine C. - 1991: Død for anden gang - 1992: Warszawa. Année 5703 - 1993: Madame Bäurin - 1993: Mavi sürgün - 1994: Les cent et une nuits de Simon Cinéma - 1995: Pakten - 1996: Lea - 1998: Black out - 1998: La niña de tus ojos - 2000: Werckmeister harmóniák - 2005: Die blaue Grenze - 2006: Das unreine Mal (tv-film) - 2006: Winterreise - 2007: På himlens kant - 2011: Faust |